# Platypodia alcocki
Platypodia alcocki is een krabbensoort uit de familie van de Xanthidae. De wetenschappelijke naam van de soort werd in 1941 voor het eerst geldig gepubliceerd door Alida Buitendijk.